# 利沃尼亚 (密歇根州)
利沃尼亞（英語：Livonia）是美國密歇根州韋恩縣的一個城市。在2020年人口普查中，人口為95,535人，其為密歇根州第九大人口最多的城市。
利沃尼亞是底特律都會區的一部分，位於底特律市區以西約2英里（3.2公里）處，僅由雷德福隔開。最初於1835年組建為利沃尼亞鎮，1950年建制為了一個城市。